# Susan Choi
Susan Choi (Indiana, 1969) è una scrittrice e insegnante statunitense.

## Biografia
Nel 2004 Susan Choi è stata una dei tre finalisti al Premio Pulitzer per la narrativa grazie al romanzo American Woman, mentre nel 2019 ha vinto il National Book Award per la narrativa con Trust Exercise.

## Opere
- (EN) The Foreign Student, Perennial, ISBN 978-0-06-092927-5.
- (EN) Wonderful Town: New York Stories from The New Yorker, Modern Library, ISBN 978-0-375-75752-5.
- (EN) American Woman, Perennial, 7 settembre 2004, ISBN 978-0-06-054222-1.
- (EN) A Person of Interest, Penguin Group, ISBN 978-0-14-311502-1.
- (EN) My Education, Penguin Group, 2015, ISBN 978-0-14-312557-0.
- (EN) Trust Exercise, Henry Holt and Company, 2019, ISBN 978-1-250-22202-2.
- Camp Tiger, Simon & Schuster, ISBN 978-0-399-17329-5.
- (EN) Leadership in Turbulent Times, Putnam Pub Group, 2018, ISBN 978-1-4767-9592-8.